# دریولیس گونسالس
دریولیس گونسالس (انگلیسی: Driulis González؛ زادهٔ ۲۱ سپتامبر ۱۹۷۳) جودوکار اهل کوبا بود.
وی در مسابقات کشوری و بین‌المللی در مجموع برندهٔ ۹ مدال طلا، ۳ مدال نقره، ۴ مدال برنز شده‌است.